# حمل الرب (فلم)
حَمَلُ الرَّب أو ((بالإسبانية: Cordero de Dios)) هو فيلم درامي أرجنتيني صدر عام 2008 م. أخرج الفيلم لوسيا كيدرون.

## الممثلون
- مرسيدس موران بدور تيريزا 2002
- مالينا سولدا 1978
- خورخي مارالي بدور أرتورو
- جوان مينوجين

## وصلات خارجية
- مقالات تستعمل روابط فنية بلا صلة مع ويكي بيانات
- حمل الرب  في قاعدة بيانات الأفلام على الإنترنت (بالإنجليزية)